# Eoin Moore
Eoin Moore [ˈoːɪn muːɹ] (* 1968 in Dublin) ist ein deutscher Filmregisseur und Drehbuchautor irischer Abstammung.

## Leben
Eoin Moore siedelte 1988 nach Berlin um, wo er zunächst als Kameramann und Tontechniker tätig war. Er studierte von 1991 bis 1998 an der Deutschen Film- und Fernsehakademie Berlin im Studiengang Regie. In den ersten vier von Moores Filmen spielte Andreas Schmidt die Hauptrolle, wobei sein Darstellername in den ersten drei Streifen jeweils leicht modifiziert wurde: Alex, Axel, Laxe.
Seit 2005 dreht Moore als Regisseur Krimis der ARD-Reihe Polizeiruf 110 und hat ab 2010 als Hauptautor die Fälle des Rostocker Teams Bukow und König konzipiert. Sein Konzept sieht vor, dass sich die Geschichten der Ermittler über die Folgen hinweg immer weiterentwickeln, also eine horizontale Erzählstruktur aufweisen. Inzwischen hat er bei über 10 Folgen Regie geführt. Die Drehbücher verfasste er zunächst alleine, jedoch seit 2015 zusammen mit Anika Wangard.
Moore war mit der Regisseurin Elke Weber-Moore verheiratet. Die gemeinsamen Kinder Zoe Moore und Adrian Moore sind als Schauspieler tätig.

## Filmografie
Wo nicht anders ausgewiesen, handelt es sich um einen abendfüllenden Fernsehspielfilm.
- 1998: Plus Minus Null (Kino-Spielfilm) – Regie, Drehbuch, Co-Kamera & Co-Editor
- 2000: Conamara (Kino-Spielfilm) – Regie & Co-Autor
- 2000: Verkehrsinsel (Kurzfilm)
- 2002: Pigs will Fly (Kino-Spielfilm) – Regie, Produzent, Co-Autor & Co-Editor
- 2005: Im Schwitzkasten (Kino-Spielfilm) – Regie, Co-Autor & Co-Editor
- 2005: Polizeiruf 110: Die Prüfung – Regie
- 2007: Hochzeit um jeden Preis – Regie
- 2007: Polizeiruf 110: Jenseits – Regie
- 2008: Post Mortem – Beweise sind unsterblich (Fernsehserie, 2 Episoden) – Regie
- 2009: Polizeiruf 110: Schweineleben – Regie
- 2009: Tatort: Altlasten – Regie
- 2010: Polizeiruf 110: Einer von uns – Regie & Drehbuch
- 2011: Polizeiruf 110: Feindbild – Regie & Drehbuch
- 2011: Tatort: Schwarze Tiger, weiße Löwen – Co-Autor
- 2012: Polizeiruf 110: Stillschweigen  – Regie & Drehbuch
- 2012: Tatort: Borowski und der freie Fall – Regie & Drehbuch
- 2014: Polizeiruf 110: Familiensache – Regie & Drehbuch
- 2015: Polizeiruf 110: Wendemanöver (Zweiteiler) – Regie & Co-Autor
- 2017: Polizeiruf 110: Dünnes Eis – Co-Autor
- 2017: Polizeiruf 110: Muttertag – Regie & Co-Autor
- 2018: Polizeiruf 110: Für Janina – Regie & Co-Autor
- 2019: Der Sommer nach dem Abitur – Regie
- 2020: Tatort: Tschill Out – Regie & Drehbuch
- 2020: Polizeiruf 110: Der Tag wird kommen – Regie
- 2022: Polizeiruf 110: Keiner von uns – Regie & Drehbuch
- 2022: Polizeiruf 110: Hildes Erbe – Regie & Drehbuch
- 2024: Reset – Wie weit willst du gehen? (Sechsteiler) – Regie

## Auszeichnungen
- Für den Film Plus Minus Null:
  - Findlingspreis 1999
  - Filmfest München: Regieförderpreis der HypoVereinsbank
  - GWFF-Förderpreis für den besten Absolventenfilm
  - Förderpreis Langfilm beim Filmfestival Max Ophüls Preis
  - Zweiter Preis beim Filmfestival Turin
- Für den Tatort Altlasten:
  - Filmkunst-Sonderpreis Herausragender Fernsehfilm beim Festival des deutschen Films 2010
  - Nominierung für den Adolf-Grimme-Preis 2010
- 2008 Hamburger Krimipreis für Polizeiruf 110: Jenseits
- 2018 Hamburger Krimipreis für Polizeiruf 110: Muttertag[2]